# Giro d'Itàlia de 1961
El Giro d'Itàlia de 1961 fou la 44a edició del Giro d'Itàlia i es disputà entre el 20 de maig i l'11 de juny de 1961, amb un recorregut de 4.004 km distribuïts en 21 etapes, una d'elles contrarellotge individual. 170 ciclistes hi van prendre part, acabant-lo 92 d'ells. La sortida es feu a Torí i l'arribada a Milà.

## Història
Per primera vegada es disputà una etapa per carreteres de Sardenya, alhora que es tornava a Sicília. El francès Jacques Anquetil, vencedor de l'any anterior, es presentava com el gran favorit a la victòria final. El seu principal oponent havia de ser novament Charly Gaul, que prometia crear molt perill en les etapes de muntanya i posar-li les coses difícils al ciclista normand.
Després d'un començament de cursa obert, amb arribades a l'esprint o amb petites escapades, tret de la 8a etapa, en què l'espanyol Antonio Suárez aconseguí arribar destacat a meta amb quasi dos minuts d'avantatja, Anquetil segueix el guió preestablert i passa pel damunt de tots els seus rivals en l'única contrarellotge de la cursa, fent-se amb el mallot rosa l'endemà. Amb tot, en la 14a etapa, en un dia plujós i molt fred, es produeix una escapada de set corredors entre els quals es troba Arnaldo Pambianco, el qual aconsegueix vestir-se de rosa en finalitzar l'etapa a Florència amb tan sols 14" sobre Anquetil. Com en les darreres edicions, la gran muntanya es troba agrupada en les darreres etapes, pujant-se el Pas Pordoi en la 19a etapa i el Passo dello Stelvio en la 20a i penúltima etapa. Anquetil resultà no trobar-se en gaire bona forma i no pogué remuntar el temps perdut respecte Pambianco. Antonio Suárez acabà la cursa en tercera posició, sent la primera vegada que un espanyol pujava al podi.
Miquel Poblet guanyà tres etapes, les dues primeres i la darrera, alhora que liderà la cursa durant sis etapes, mentre que Suárez aconseguia una victòria d'etapa.

## Equips participants
En aquesta edició del Giro hi van prendre part disset equips formats per deu ciclistes cadascun, per formar un pilot amb 140 corredors.
| Núm.  | Codi | Equip          |
| ----- | ---- | -------------- |
| 1-10  | SRP  | Fynsec-Helyett |
| 11-20 | ATA  | Atala          |
| 21-30 | BAR  | Baratti        |
| 31-40 | BIA  | Bianchi        |
| 41-50 | CAR  | Carpano        |
| 51-60 | FER  | Ferrys         |
| 61-70 | FAE  | Faema          |
| 71-80 | FID  | Fides          |
| 81-90 | GAZ  | Gazzola        |

| Núm.    | Codi | Equip          |
| ------- | ---- | -------------- |
| 91-100  | GHI  | Ghigi          |
| 101-110 | IGN  | Ignis          |
| 111-120 | LEG  | Legnano        |
| 121-130 | MOL  | Molteni        |
| 131-140 | PHI  | Philco         |
| 141-150 | SNP  | San Pellegrino |
| 151-160 | TOR  | Torpado        |
| 161-170 | VOV  | VOV            |

## Etapes
| Etapa | Data       | Inici - final                  | Km  | Vencedor d'etapa       | Líder de la general           |
| ----- | ---------- | ------------------------------ | --- | ---------------------- | ----------------------------- |
| 1a    | 20 de maig | Torí - Torí                    | 115 | Miquel Poblet (ESP)    | Miquel Poblet (ESP)           |
| 2a    | 21 de maig | Torí - Sanremo                 | 185 | Miquel Poblet (ESP)    | Miquel Poblet (ESP)           |
| 3a    | 22 de maig | Sanremo - Gènova               | 149 | Willy Schroeders (BEL) | Miquel Poblet (ESP)           |
| 4a    | 23 de maig | Càller - Càller                | 118 | Oreste Magni (ITA)     | Miquel Poblet (ESP)           |
| 5a    | 24 de maig | Marsala - Palerm               | 144 | Louis Proost (BEL)     | Miquel Poblet (ESP)           |
| 6a    | 26 de maig | Palerm - Milazzo               | 224 | Nino Defilippis (ITA)  | Miquel Poblet (ESP)           |
| 7a    | 27 de maig | Reggio Calabria - Cosenza      | 221 | Antonio Suárez (ESP)   | Antonio Suárez (ESP)          |
| 8a    | 28 de maig | Cosenza - Tàrent               | 237 | Piet van Est (NED)     | Guillaume van Tongerloo (BEL) |
| 9a    | 29 de maig | Castellana Grotte - Bari (CRI) | 53  | Jacques Anquetil (FRA) | Guillaume van Tongerloo (BEL) |
| 10a   | 30 de maig | Bari - Potenza                 | 140 | Vito Taccone (ITA)     | Jacques Anquetil (FRA)        |
| 11a   | 31 de maig | Potenza - Teano                | 252 | Pietro Chiodini (ITA)  | Jacques Anquetil (FRA)        |
| 12a   | 1 de juny  | Gaeta - Roma                   | 149 | Renato Giusti (ITA)    | Jacques Anquetil (FRA)        |
| 13a   | 2 de juny  | Mentana - Castelfidardo        | 279 | Rik van Looy (BEL)     | Jacques Anquetil (FRA)        |
| 14a   | 3 de juny  | Ancona - Florència             | 250 | Silvano Ciampi (ITA)   | Arnaldo Pambianco (ITA)       |
| 15a   | 4 de juny  | Florència - Mòdena             | 178 | Rik van Looy (BEL)     | Arnaldo Pambianco (ITA)       |
| 16a   | 5 de juny  | Mòdena - Vicenza               | 207 | Adriano Zamboni (ITA)  | Arnaldo Pambianco (ITA)       |
| 17a   | 6 de juny  | Vicenza - Trieste              | 204 | Rik van Looy (BEL)     | Arnaldo Pambianco (ITA)       |
| 18a   | 8 de juny  | Trieste - Vittorio Veneto      | 161 | Renato Giusti (ITA)    | Arnaldo Pambianco (ITA)       |
| 19a   | 9 de juny  | Vittorio Veneto - Trento       | 249 | Willy Schroeders (BEL) | Arnaldo Pambianco (ITA)       |
| 20a   | 10 de juny | Trento - Bormio                | 275 | Charly Gaul (LUX)      | Arnaldo Pambianco (ITA)       |
| 21a   | 11 de juny | Bormio - Milà                  | 214 | Miquel Poblet (ESP)    | Arnaldo Pambianco (ITA)       |

## Classificacions finals

### Classificació general
| Classificació General                  | Classificació General         | Classificació General | Classificació General |
| Pos.                                   | Ciclista                      | Equip                 | Temps                 |
| -------------------------------------- | ----------------------------- | --------------------- | --------------------- |
| 1                                      | Arnaldo Pambianco (ITA)       | Fides                 | 94h 04' 54"           |
| 2                                      | Jacques Anquetil (FRA)        | Fynsec-Helyett        | + 28"                 |
| 3                                      | Antonio Suárez (ESP)          | Ferrys                | + 03' 51"             |
| 4                                      | Charly Gaul (LUX)             | Gazzola               | + 04' 06"             |
| 5                                      | Guido Carlesi (ITA)           | Philco                | + 05' 53"             |
| 6                                      | Hans Junkermann (GER)         | Gazzola               | + 06' 28"             |
| 7                                      | Rik van Looy (BEL)            | Faema                 | + 08' 32"             |
| 8                                      | Guillaume van Tongerloo (BEL) | Faema                 | + 09' 28"             |
| 9                                      | Carlo Brugnami (ITA)          | Torpado               | + 12' 29"             |
| 10                                     | Nino Defilippis (ITA)         | Carpano               | + 13' 10"             |
| 170 participants, 92 acabaren la cursa |                               |                       |                       |

### Classificació de la muntanya
|   | Ciclista               | Equip   | Punts |
| - | ---------------------- | ------- | ----- |
| 1 | Vito Taccone (ITA)     | Atala   | 270   |
| 2 | Gabriel Mas (ESP)      | Ferrys  | 130   |
| 3 | Imerio Massignan (ITA) | Legnano | 120   |